# Pressupost per programes
El pressupost per programes és un sistema de classificació dels pressupostos públics on es posa especial èmfasi en l'eficiència assignativa dels recursos.

## Conceptes i Característiques
El pressupost per programes és l'instrument en base el qual es detalla la informació sobre els objectius i els resultats que es volen assolir amb els recursos públics. La pressupostació per programes és el model més conegut del pressupost orientat a resultats. En el pressupost per programes es posa especial èmfasi en l'eficiència assignativa dels recursos.
El que realment és important del pressupost per programes, és identificar quins són els problemes amb els quals s'enfronta el sector públic i definir objectius per millorar-los. Per tant, en el pressupost per programes és més important saber si s'han assolit els objectius proposats i no tant saber quan o en què es gasta, per exemple si es redueix la sinistralitat viària o si millora l'estat de salut d'acord amb un programa establert. L'anàlisi és una eina fonamental en la qual es basa el pressupost per programes, Amb l'anàlisi es decidirà quina és l'alternativa més eficient i amb els programes es formalitzarà aquesta informació sobre els objectius i els resultats.

### Que podem analitzar
- La quantitat de productes, activitats o serveis públics produïts (per exemple nombre d'alumnes inscrits en cicles formatius).
- Els resultats que s'esperen (per exemple percentatge d'empreses amb web pròpia).
- Eficàcia de la gestió del govern.
- Eficiència de la gestió per part del govern amb l'anàlisi conjunta dels resultats obtinguts i els recursos que s'han destinat.
- Eficàcia de la gestió del govern amb l'anàlisi conjunta de resultats i recursos destinats.

### Classificació per programes
La classificació per programes o funcional s'agrupa en:
- Àrea de Despesa: Les polítiques de despesa s'agrupen en àrees de despesa atenent a la seva funció, com per exemple Funcionament de les institucions i administració general
  - Política de despesa: Programes que contribueixen a una mateixa finalitat o que incideixen sobre un mateix centre gestor, per exemple Participació ciutadana i processos electorals.
    - Programa de despesa: Conjunt de productes, serveis i activitats sota la responsabilitat d'un únic centre gestor que consumeixen resursos per poder assolir uns objectius mesurables. (Per exemple Organització, gestió i seguiment de processos electorals)

A nivell d'exemple, la Generalitat de Catalunya, la llei 25/2009 de 23 de desembre de pressupostos de la Generalitat de Catalunya per a 2010, s'estructura en 110 programes que s'agrupen en 34 polítiques de despesa i en 9 àrees de despesa.
Concretament, per a 2010, la Generalitat preveu 9 àrees de despesa
- 1.- Funcionament de les institucions i administració general.
- 2.- Serveis públics generals.
- 3.- Protecció i promoció social.
- 4.- Producció de béns públics de caràcter socials.
- 5.- Producció de béns públics de caràcter econòmic.
- 6.- Foment i regulació de sectors productius.
- 7.- Suport financer als ens locals.
- 8.- Fons de contingència.
- 9.- Deute públic.

## Estructura
Cada programa ha d'elaborar una memòria per cada entitat o servei pressupostari. El servei pressupostari depèn del departament, està dins de cada departament. La memòria ha d'incloure els següients punts:
- Diagnòstic de la situació (On som?)
- Missió i objectius (On volem anar?)
- Productes, serveis i activitats (Com aconseguir-ho)
- Indicadors (Com ho valorem)

### Diagnòstic de la situació
És el punt de partida dels programes pressupostaris, ens indiquem el context i en hi situen. Es diu què es necessita, quin és el col·lectiu afectat, i quina és la legalitat actual existent en la matèria. Respon a la pregunta de on ens trobem? i on som?.

### Missió i objectius
Es tracta d'una descripció breu i comprensiva de la raó de ser del programa. Inclou el resultat esperat i a qui va dirigit. Respon a les següents preguntes:
- La missió del programa (allò que fa)
- Per mitjà de (com ho fa)
- Per a (Per a qui ho fa)
- Per tal de (Amb quina finalitat)

### Productes, serveis i activitats
Es basa en la concreció dels objectius. En funció de l'horitzó temporal hi ha dos tipus d'objectius:

#### Objectius Estratègics
Representan el resultat en un termini de 2 a 4 anys, han d'estar en harmonia amb la missió del programa. Intenten escurçar les distàncies entre el nivell actual i el nivell desitjat. Per exemple, un objectiu seria millorar la qualitat de vida de la població garantint un temps d'espera adequats per als serveis d'atenció especialitzada.

#### Objectius operatius
Són fites esporàdiques i mesurables, ens concreten com es pretén aconseguir la missió i els objectius estratègics. Es concreta que es vol aconseguir en un any concret. L'horitzó temporal és a 1 any. Per exemple Garantir un temps d'espera no superior a 45 dies per ser intervingut.

#### Indicadors
Expressen en termes quantitatius el grau d'assoliment dels objectius. Els indicadors han de ser clars, rellevants, fàcils d'entendre i utilitzar, comparables i verificables. Un programa pressupostari ha de contenir un nombre reduït i equilibrat d'indicadors. Existeixen diversos tipus d'indicadors:
- Entorn (IPC)
- Input (nombre de metges)
- Output (númers de CAPs construïts)
- Resultats (% de reducció del temps d'espera)
- Eficiència (Input/Output). S'expressen en quocients o ratios (nombre de metges per CAP)
- Qualitat (Nombre de dies d'espera per ser operat)